# St.-Nepomuk-Statue (Bad Kissingen)

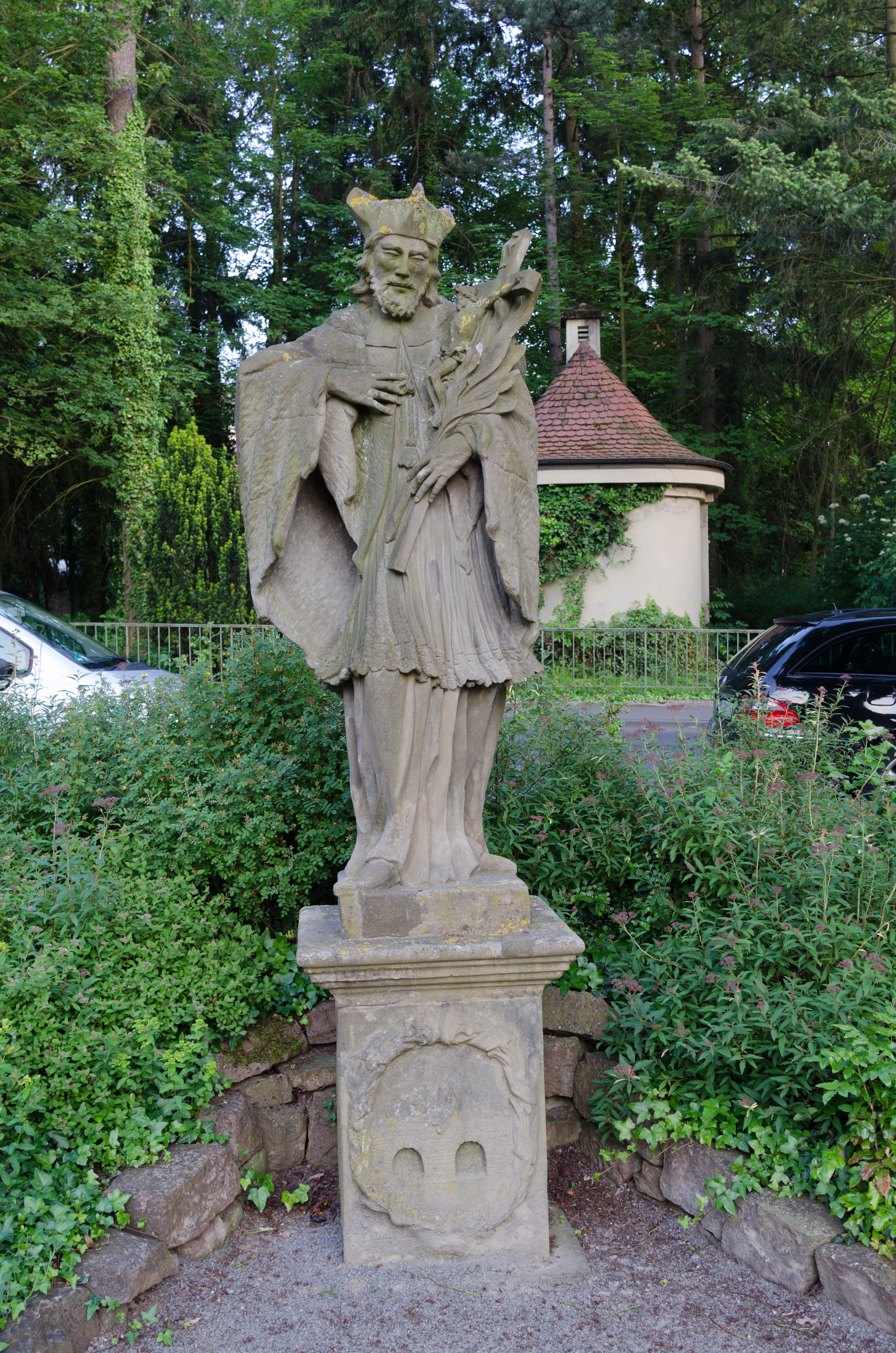
St.-Nepomuk-Statue in Bad Kissingen bei der Marienkapelle

Die St.-Nepomuk-Statue in Bad Kissingen befindet sich in Bad Kissingen, der Großen Kreisstadt des unterfränkischen Landkreises Bad Kissingen bei der Marienkapelle auf Höhe des Liebfrauensees. Sie gehört zu den Bad Kissinger Baudenkmälern und ist unter der Nummer D-6-72-114-28 in der Bayerischen Denkmalliste registriert.

## Beschreibung
Die Statue besteht aus Sandstein und stammt aus dem 18. Jahrhundert.
Der 98 cm hohe Sockel zeigt auf der Vorderseite ein verwittertes Relief mit dem Brückensturz des Heiligen. Die Heiligenfigur selbst ist 1,80 Meter hoch. Die Darstellung auf dem Sockel ist kranzförmig umrahmt; die Beschriftung der Umrahmung lässt sich heute nicht mehr entziffern.
Die Statue wurde im frühen 20. Jahrhundert (wohl 1907) von ihrem ursprünglichen Standort, einer inzwischen (wegen Sprengung im Krieg) nicht mehr existenten Saale-Brücke, an ihren jetzigen Standort versetzt.